# Komsomolskajatorvet
Komsomolskajatorvet (russisk: Комсомо́льская пло́щадь; tr. Komsomolskaja Plosjtjad), er et af Moskvas tættest trafikerede torve, på torvet ligger tre af banegårde, Kazanskij, Leningradskij og Jaroslavskij, samt Kalantjovskaja station og Komsomolskaja metrostation. Torvet kaldes i daglig tale "Trestationstorvet" eller bara "De tre stationer".